# 宝城寺 (豊島区)
寶城寺（ほうじょうじ）は、東京都豊島区にある日蓮宗の寺院。

## 概要
天正年間（1573年～1593年）、寶城院日道によって開山された。元々は戸山公園のあたりに位置していたが、1701年（元禄14年）に現在地に移転した
かつては、境内に梅塚（松尾芭蕉の句碑）があった。芭蕉の「梅が香にのつと日の出る山路かな」の句が彫られていた。しかし1923年（大正12年）の関東大震災で崩落し、現存していない。

## 交通アクセス
- 雑司が谷駅より徒歩3分。